# Ophiocymbium cavernosum
Ophiocymbium cavernosum is een slangster uit de familie Ophiomyxidae. Deze soort is de typesoort van het geslacht Ophiocymbium.
De wetenschappelijke naam van de soort werd in 1880 gepubliceerd door Theodore Lyman.